# Allophylus parimensis
Allophylus parimensis är en kinesträdsväxtart som beskrevs av J.A. Steyermark. Allophylus parimensis ingår i släktet Allophylus och familjen kinesträdsväxter. Inga underarter finns listade i Catalogue of Life.